# Бронированный представительский автомобиль

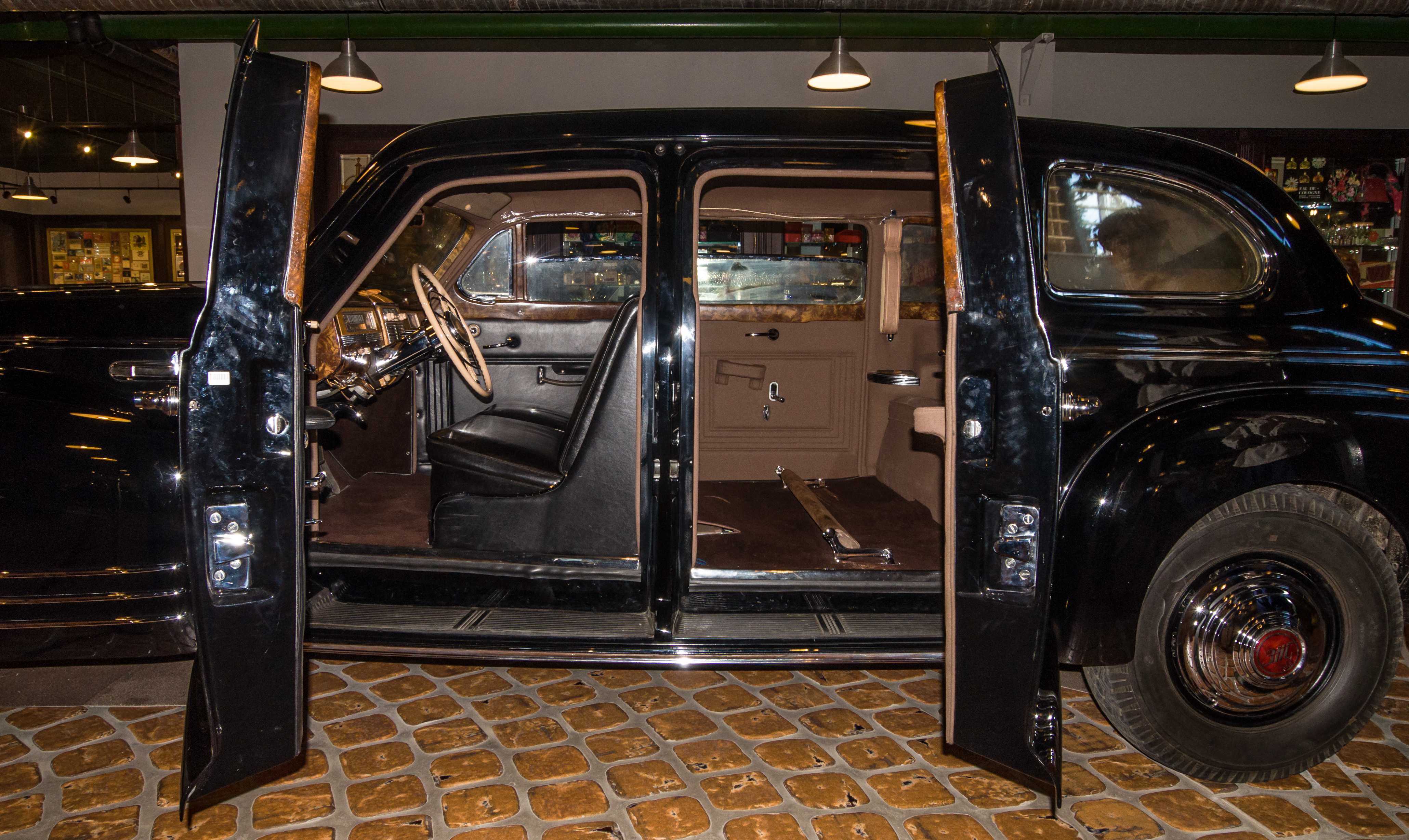
Бронированный ЗИС-115 с открытыми дверями. Значительная толщина дверей связана с установкой 75-мм стеклоблоков и гидравлических механизмов их подъёма.

Бронированный представительский автомобиль — легковой автомобиль представительского класса со скрытым бронированием. Такие автомобили используют те, для кого высок риск быть убитым. Это прежде всего главы государств и правительств, а в странах с высоким уровнем преступности такие автомобили зачастую используют и крупные бизнесмены.
Автомобили могут бронироваться непосредственно при их производстве (в Европе этим, по данным на 2005 год, занимались лишь автозаводы Германии), а также они могут бронироваться впоследствии специальными фирмами, которые осуществляют такие работы. Иногда они почти полностью разбирают автомобиль, интегрируют в него броню и собирают уже фактически новый автомобиль с укреплёнными узлами кузова, ходовой части и доведённой тормозной системой. Так как бронирование значительно утяжеляет автомобиль (например, «шестисотый» Mercedes-Benz мог после бронирования потяжелеть на целую тонну), то изменяются его скорость, ускорение, тормозной путь, манёвренность. Поскольку бронированные стекла тяжелее и шире обычных, то оконные рамы должны быть усилены и увеличены.
Выделяют шесть классов защиты автомобилей. Первый класс предполагает защиту людей внутри машины лишь от нападений без применения оружия (установка стёкол, выдерживающих удары тяжёлыми предметами, а также различных звуковых и световых систем, способных привлечь внимание посторонних и спугнуть нападающих, специальные вставки в колёсах, которые обеспечивают движение машины с пробитыми шинами). Второй уровень предназначен для защиты от обычных пистолетных пуль, третий — от пуль револьверных патронов .44 Magnum и пуль автомата Калашникова, четвёртый уровень предполагает наличие взрывозащитного топливного бака, многослойных баллистических стёкол и композитной брони по периметру автомобиля, пятый уровень защиты способен защитить от винтовочных гранат М60, выстрелов из снайперских винтовок типа СВД, а броневая защита шестого уровня противостоит взрывам гранат, бронебойным пулям, выстрелам из специальных винтовок. Защита шестого уровня также включает защиту от отравляющего газа (герметично изолированный салон и баллоны со сжиженным воздухом) и дистанционное зажигание, чтобы заводить машину с безопасного расстояния. Бронированный по шестому классу Mercedes-Benz мог в 2005 году стоить более $500 тыс., что сопоставимо со стоимостью вертолёта. Обычно информация о степени защиты автомобиля не разглашается, и соответствующие выводы можно сделать лишь при анализе последствий нападения на него.
В СССР бронированный автомобиль впервые стал использовать Сталин в конце 1930-х годов — это был американский Packard Twelve. В 1940—1941 годах велись опытные работы по бронированию автомобилей ЗиС-101, с 1947 по 1954 год выпускалась бронированная модификация автомобиля ЗиС-110 (под обозначением ЗиС-110С и ЗиС-115). После смерти Сталина бронированные автомобили в СССР были забыты, не разрабатывались и не использовались руководством партии и государства. Хрущёв, подчёркивая свой демократизм, предпочитал ездить в открытых автомобилях с кузовом типа фаэтон. Необходимость бронированного автомобиля для руководителей государства была осознана после покушения на жизнь Леонида Брежнева 22 января 1969 года. В конце 1970-х — начале 1980-х годов бронированные автомобили для первых лиц большинства стран стали обычным явлением, и в СССР последовали этому примеру: к 1983 году были разработаны бронированные ЗИЛ-4105.